# Esther Ndoumbé
Esther Solange Ndoumbé ist eine ehemalige kamerunische Leichtathletin, die sich auf den Sprint spezialisiert hat.

## Sportliche Laufbahn
Erste internationale Erfahrungen sammelte Esther Ndoumbé im Jahr 2006, als sie bei den Afrikameisterschaften in Bambous mit 12,85 s in der ersten Runde im 100-Meter-Lauf ausschied und mit der kamerunischen 4-mal-400-Meter-Staffel in 3:57,88 min den vierten Platz belegte. Zudem gewann sie in der 4-mal-100-Meter-Staffel in 46,43 s gemeinsam mit Carole Kaboud Mebam, Joséphine Mbarga-Bikié und Myriam Léonie Mani die Bronzemedaille hinter den Teams aus Ghana und Nigeria. 2008 kam sie bei den Afrikameisterschaften in Addis Abeba mit der 4-mal-100-Meter-Staffel nicht ins Ziel und wurde mit der 4-mal-400-Meter-Staffel im Vorlauf disqualifiziert. Im Jahr darauf belegte sie bei den Spielen der Frankophonie in Beirut mit 25,02 s den siebten Platz im 200-Meter-Lauf und schied über 100 Meter mit 12,11 s im Vorlauf aus. Zudem gewann sie in 46,24 s die Bronzemedaille in der 4-mal-100-Meter-Staffel hinter den Teams aus Kanada und Frankreich. Anschließend beendete sie ihre aktive sportliche Karriere.

## Persönliche Bestzeiten
- 100 Meter: 12,11 s (+1,3 m/s), 1. Oktober 2009 in Beirut
- 200 Meter: 24,73 s (+1,3 m/s), 4. Oktober 2009 in Beirut